# دورق الحفر

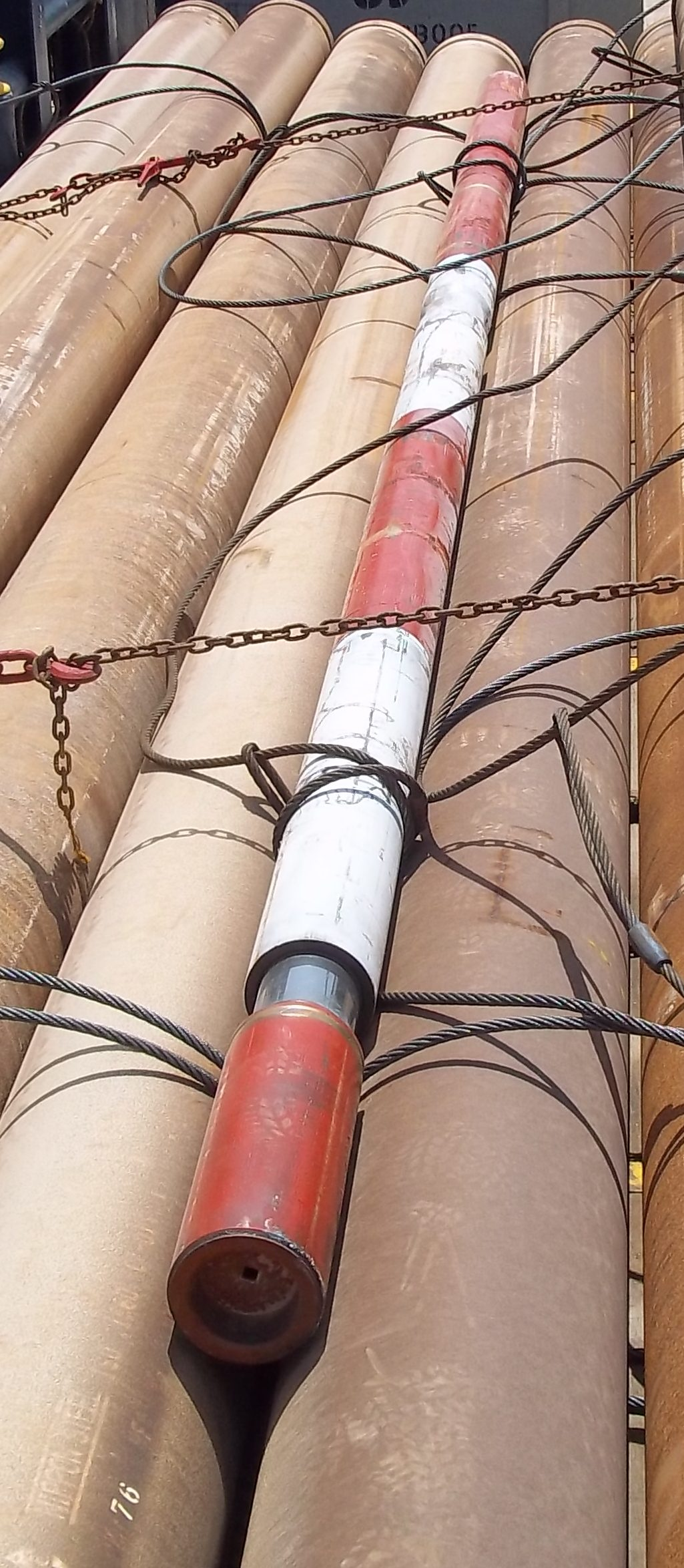
دورق حفر 8 بوصات باللون الأحمر والأبيض

دورق الحفر هو مُعِدة تستخدم في عمليات الحفر والتنقيب، ويعمل على خلق صدمة لأوتار ونش الحفار لتحريك الأوتار العالقة أثناء الحفر داخل البئر، أو يستخدم لخلق صدمة لمعدة أخرى قد تكون تحتاج لها لكي تعمل ويخلق الدورق هذه الصدمة عن طريق تخزين الطاقة المعطاة له -من شد أوتار ونش الحفار المتصلة به من أعلى- ببطء ويستنفذها بسرعة عند استرخاء أوتار ونش الحفار في صورة صدمة قوية.
هذا الدورق مكون من أنبوبتين داخل بعضهما لهم محور عمل رأسي واحد، وتتحركان نسبيا عن بعضهما بمسافة بضع بوصات، عندما يريد المستخدم عمل صدمة إلى أعلى، يقوم بشد الأنبوب الداخلي المتصل بأوتار ونش الحفار مما سيخلق قوة شد داخل الدورق ويتحرك الأنبوب الداخلي نسبيا إلى أعلى عن الأنبوب الخارجي وحينما تزيد قوة الشد عن قوة الدفع المضبوط عليها الدورق سيتحرك الأنبوب الخارجي بسرعة إلى أعلى خالقا صدمة قوية، يمكن أيضا عمل هذه الصدمة إلى أسفل فهناك أنواع مختلفة من «دورق الحفر» منها ما يخلق صدمة علوية أو سفلية أو الاثنين معا.